# Aphanocephalus claggi
Aphanocephalus claggi is een keversoort uit de familie Discolomatidae. De wetenschappelijke naam van de soort is voor het eerst geldig gepubliceerd in 1959 door John.